# Ekumenopolis
Ekumenopolis (gr. οικουμένη „świat” i πόλις „miasto”) –  pojęcie stworzone w 1967 roku przez greckiego urbanistę Konstandinosa Doksiadisa i opisane w jego pracy Ecumenopolis: The Inevitable City of the Future z roku 1974. Pojęcie ekumenopolis reprezentuje ideę, że w przyszłości (w wyniku obecnych trendów urbanizacji i wzrostu populacji) tereny miejskie i megalopolis całego świata połączą się, tworząc pojedyncze miasto o zasięgu globalnym. Zanim Doksiadis ukuł termin ekumenopolis, dziewiętnastowieczny amerykański mistyk  Thomas Lake Harris wspomniał o miastach-planetach w swoich utworach, a pisarz fantastyki naukowej Isaac Asimov używał miasta-planety Trantor jako tła dla niektórych swoich opowiadań.
Doksiadis stworzył także scenariusz oparty na trendach urbanizacji z jego czasów, przewidujący, że pierwszym europejskim eperopolis („miastem kontynentalnym”) będą tereny pomiędzy Londynem, Paryżem a Amsterdamem.

## Ekumenopolis jako pojęcie z zakresu futurologii
Książka Konstandinosa Doksiadisa była poważną próbą przewidywania konsekwencji wynikających z zakrojonej na szeroką skalę eksurbanizacji. Doksiadis nie zakładał, że cała Ziemia zostanie wybrukowana; przewidywał raczej, że tereny miejskie będą rozbudowywać się, oplatając krajobraz swoistymi „wstęgami”. Całkowita populacja planety została obliczona na około 15–50 miliardów mieszkańców, skupionych głównie wokół terenów wielkomiejskich. Paradoksalnie więc, według scenariusza Doksiadisa, hipotetyczne ekumenopolis przyszłości będzie składać się w dużej mierze z powierzchni wolnej od zabudowy miejskiej.

## Ekumenopolis jako pojęcie z zakresu fikcji
We współczesnej literaturze fantastyczno-naukowej ekumenopolis jest częstym tematem. Stolice imperiów galaktycznych często przedstawiane są jako tego typu struktury. Przykładami znanych ekumenopolis są:
- planeta Ziemia (w przyszłości, lub w rzeczywistości alternatywnej), np.:
  - Ziemia w filmie Star Trek: Pierwszy kontakt,
  - Święta Terra, Ziemia dalekiej przyszłości uniwersum Warhammera 40,000,
- planeta Trantor, stolica Imperium Galaktycznego w cyklu Fundacja Isaaca Asimova,
- Coruscant (i niektóre inne planety) z uniwersum Gwiezdnych wojen,
- Planeta Helior z książkowej serii Harry’ego Harrisona Bill bohater Galaktyki,
- niektóre planety z uniwersum gier StarCraft,
- Ravnica, miasto-planeta z dodatku Ravnica: The City of Guilds do gry karcianej Magic: The Gathering,
- planeta Irk z serialu Invader Zim.